# Ecodonia ephyrinaria
Ecodonia ephyrinaria är en fjärilsart som beskrevs av Charles Oberthür 1913. Ecodonia ephyrinaria ingår i släktet Ecodonia och familjen mätare. Inga underarter finns listade i Catalogue of Life.